# IA (вокалоид)
IA (яп. イア) — виртуальная певица, вышедшая 27 января 2012 года для программного обеспечения Vocaloid. Выпущена японской компанией 1st Place., Ltd, расположенной в Мэгуро. Её голосовым провайдером стала известная японская певица Lia. Название произошло от псевдонима самого провайдера, без буквы «L» в начале. Его можно читать по-разному — Айя, Иа и Ия.
С этим персонажем создаётся множество песен, равно как и с Мику Хацунэ. Как и некоторые другие вокалоиды, Ия даёт живые концерты благодаря технологии псевдообъёмной проекции на полупрозрачный экран.

## Разработка
Компания 1st Place хотела выпустить реалистичный голос, с которым можно будет легко работать, поэтому провайдером стала профессиональная певица Лия, известная благодаря песне «Tori no Uta» из аниме Air. Ия стала первым голосом в проекте «ARIA ON THE PLANETES»; вторым стал ONE из другого программного обеспечения от компании CeVIO Creative Studio.
Став матерью, Лия временно прекратила свою творческую деятельность, и запись голосового банка приостановили. Однако позже она всё же смогла записать голос для Ии.

## Добавления и улучшения
В 2014 году появилась прототип-версия IA α Type C, которая вышла как бесплатная триал-версия с ограничением на 1 месяц.
27 июня 2014 года вышло дополнение для Ии — IA ROCKS, отличающееся сильным тембром голоса. Позже она была импортирована в VOCALOID 4 с кросс-синтезом между двумя старыми вокалами: Normal и ROCKS.
В январе 2016 года 1st Place анонсировала голосовой банк Ии для CeVIO Creative Studio, предназначенный для синтеза речи (у CeVIO некоторые войсбанки могут говорить, а многие умеют только петь).
22 июля 2020 года проект CeVIO представил новое программное обеспечение под названием CeVIO AI, разработанное для создания голосов с использованием технологий искусственного интеллекта.  Вскоре после анонса этот функционал был интегрирован в уже существующие голосовые библиотеки "IA Talk" и "ONE Talk".
27 января 2024 года в программное обеспечение для создания вокальных треков VoiSona, совместимое с голосовыми наборами CeVIO и CeVIO AI, были добавлены новые голосовые библиотеки: «IA AI SONG» и «IA AI SONG ENGLISH». Эти обновления были приурочены к специальной кампании, посвященной 12-й годовщине Ии. В рамках кампании пользователи, которые приобрели голос для CeVIO AI, получили возможность бесплатно использовать эту голосовую библиотеку в VoiSona. Качество синтеза голоса в новой библиотеке сопоставимо с тем, что доступно в CeVIO AI.
1 августа 2024 года был выпущен обновленный голосовой набор версии 2.0. Новая версия отличается улучшенным качеством звука по сравнению с предыдущими версиями, предлагая пользователям более точный и естественный синтез голоса.

## Характеристика
| Имя                | Выпуск          | Программное обеспечение | Рекомендуемый диапазон | Рекомендуемый темп             |
| ------------------ | --------------- | ----------------------- | ---------------------- | ------------------------------ |
| IA                 | 27 января 2012  | VOCALOID3               | B2 - A4                | 63-228 bpm, 95-228 bpm (ROCKS) |
| IA English C       | 29 июня 2018    | CeVIO Creative Studio   |                        |                                |
| IA AI SONG 1.0     | 27 октября 2021 | CeVIO AI                | B3 - G5                | 70-130 bpm                     |
| IA AI SONG English | 27 октября 2021 | CeVIO AI                | F3 - F5                | 70-170 bpm                     |
| IA AI Song 2.0     | 1 августа 2024  | VoiSona                 | B3 - G5                | 70-130 bpm                     |
| IA AI Song English | 1 августа 2024  | VoiSona                 | F3 - F5                | 70-170 bpm                     |
| IA V6              | TBA             | VOCALOID6               | TBA                    | TBA                            |

## Песни
Ниже приведен список некоторых песен Ии:
- Jin feat. IA — «Children Record»
- IA ENGLISH — «Higher»
- Synth feat. IA ENGLISH — «Stay Gold»
- GHOST feat. IA ENGLISH — «Spider on the Wall»
- Synth feat. IA ENGLISH — «Conqueror»
- IA ROCKS — «daze»

«Children Record» — наиболее популярная песня Ии: на японском видеохостинге Nico Nico Douga она набрала более 6,000,000 просмотров.